# Нижній сагітальний синус
Нижній сагітальний синус (лат. sinus sagittalis inferior), також відомий як нижній поздовжній синус — синус твердої мозкової оболони, що знаходиться в порожнині черепа й являє собою утворення твердої мозкової оболони, призначене для стоку венозної крові в каудальному напрямку (дозаду) від центру голови. Нижній сагітальний синус впадає до прямого синусу (в потиличній ділянці), який з'єднується з поперечними синусами.
Нижні сагітальні синуси пролягають уздовж нижньої межі серпа мозку (falx cerebri), над мозолистим тілом.
Даний синус отримує кров з глибоких та медіальних частин півкуль головного мозку і несе її до прямої пазухи.

## Додаткові зображення

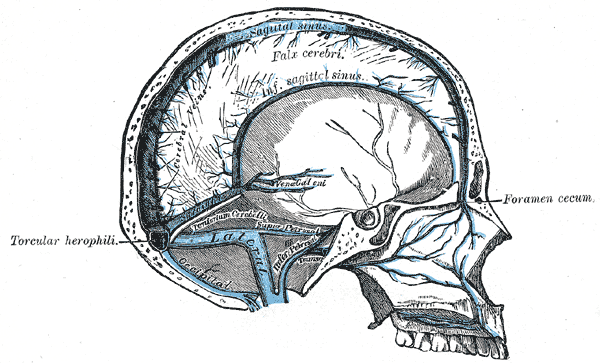
Сагітальний розпил черепа, який ілюструє пазухи твердої мозкової оболони.
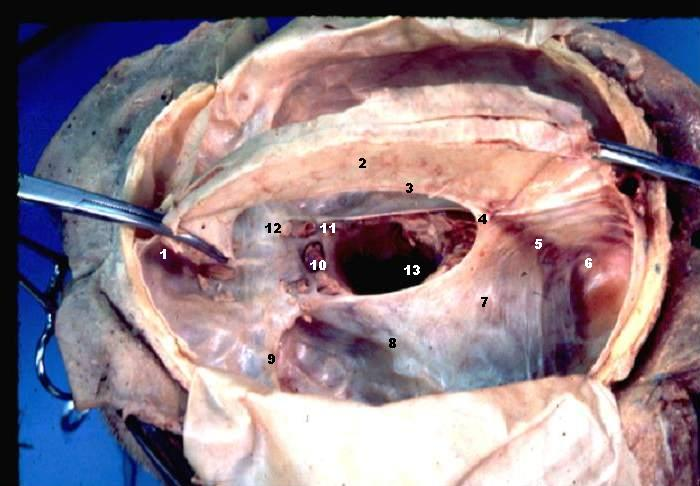
Тверда мозкова оболона мозку людини (на розрізі)